# Euryops chrysanthemoides
Euryops chrysanthemoides  es un pequeño arbusto originario de África del Sur, que también se cultiva como una muestra hortícola en regiones tropicales y subtropicales de todo el mundo.

## Distribución y hábitat
Se produce en la Provincia Oriental del Cabo, a lo largo de la costa y en el interior, de KwaZulu-Natal, Mpumalanga y Suazilandia. Se encuentra generalmente en los bordes del bosque, como arbustos fluviales y en  barrancos, así como en la costa de matorrales, pastizales y áreas perturbadas.

## Descripción
Se trata de un arbusto compacto, densamente ramificado, frondoso, de hoja perenne, que alcanza un tamaño de 0,5 a 2 m de altura. La especie fue trasladada a Euryops desde el género Gamolepis sobre la base de un recuento cromosómico. Es una maleza ruderal en Nueva Gales del Sur, aunque no es maleza en todos los lugares donde se cultiva o se ha naturalizado.

## Taxonomía
Euryops chrysanthemoides fue descrita por (DC.) B.Nord. y publicado en Opera Botanica 20: 365–370, f. 62C–G, 63C. 1968.
Etimología
Euryops: nombre genérico que proviene de las palabras griegas: eurys y eop = "cabezas" y "ojos", en referencia a las cabezas de las flores vistosas (capítulos), con los centros como ojos.
chrysanthemoides: epíteto latíno que significa "similar al género Chrysanthemum".
Sinonimia
- Gamolepis chrysanthemoides DC.[5][6]